# Hohe Wand (Zillertaler Alpen)
Die Hohe Wand ist ein 3289 m ü. A. hoher Berg im Alpenhauptkamm an der Grenze zwischen dem österreichischen Bundesland Tirol und der italienischen Provinz Südtirol. Er liegt am Schnittpunkt des Zillertaler Hauptkamms, dessen westlichen Endpunkt er bildet, und des Tuxer Kamms.

## Lage und Umgebung
Der Berg erhebt sich zwischen dem Zamser Grund im hintersten Zillertal, dem Valser Tal und dem Pfitscher Tal. Damit bildet er die Grenze zwischen den Einzugsgebieten der Inn-Nebenflüsse Ziller und Sill und dem Eisack zur Etsch, und gehört zum Alpenhauptkamm an der Wasserscheide zwischen Mittelmeer und Schwarzem Meer. Nordöstlich in den Zillertaler Zamser Grund erstreckt sich das Stampflkees, an dem der Zamser Bach entspringt. Nordwestlich liegt der Aschatenferner, ein Gletscherrest im Quellgebiet des Zeisenbachs in die Innervals. An der Südwestabdachung liegt ein weites Hochkar über St. Jakob in Pfitsch, das teils noch ein verschwindender Blockgletscher ist.
Die Hohe Wand ist der westliche Endpunkt des Zillertaler Hauptkamms, der von hier zunächst Richtung Südosten über die Gipfelpunkte der Grawand (2987 m) und des Grawandkofel (2835 m) zum Pfitscher Joch (2246 m) abfällt. Der Tuxer Kamm setzt sich an der Hohen Wand in nördliche und westliche Richtung fort. Nördlich erhebt sich die Sagwandspitze (3227 m), westlich nach der Pfitschscharte (2742 m) der Kraxentrager (2999 m).